# Brandonnet
Brandonnet – miejscowość i gmina we Francji, w regionie Oksytania, w departamencie Aveyron. W 2013 roku jej populacja wynosiła 331 mieszkańców. Przez gminę przepływa rzeka Aveyron. 